# De denktank
Heer Bommel en de denktank (in boekuitgaven/spraakgebruik verkort tot De denktank) is een verhaal uit de Bommelsaga, geschreven en getekend door Marten Toonder. Het verhaal verscheen voor het eerst op 3 oktober 1977 en liep tot 30 januari 1978. Het thema is mentale energie.

## Hoorspel
- De denktank in het Bommelhoorspel